# Sector U-Dos Sur
Sector U-Dos Sur är en ort i Mexiko.   Den ligger i kommunen Santa María Huatulco och delstaten Oaxaca, i den sydöstra delen av landet, 500 km sydost om huvudstaden Mexico City. Sector U-Dos Sur ligger 49 meter över havet och antalet invånare är 255.
Terrängen runt Sector U-Dos Sur är platt söderut, men norrut är den kuperad. Havet är nära Sector U-Dos Sur åt sydost.  Närmaste större samhälle är Crucecita, 1,4 km sydost om Sector U-Dos Sur. 